# TP-Link
TP-Link er en producent af netværksudstyr, som er baseret i Kina.